# 何啟聖
何啟聖（英文：Chi-Sheng Ho，1964年2月4日—），國民黨籍，現為擔任1111人力銀行行銷開發部總經理兼發言人、致理科技大學行銷與流通管理系專任教授、資深媒體人、政治人物、發明家，台灣前电视新闻节目主持人。前 TVBS-NEWS《整點新聞》主播、TVBS政论节目《13招待所》主持人。亦是一名资深的军事记者。2016年6月12日，在凱達格蘭大道，發起「五年級踢正步活動」。

## 主播（持）過的節目與活動
| 時間                | 頻道       | 節目                                     | 備註           |
| 時間待查            | TVBS       | 《無線晚報》                             | 周末、周日主播 |
|                     |            | 《大搜索線》                             |                |
|                     |            | 《訐譙選舉》                             |                |
|                     |            | 《2008咱選總統》                         |                |
|                     |            | 《2008投給誰》                           |                |
|                     |            | 《2008政黨辯論會》                       |                |
|                     |            | 《2100周末開講》                         |                |
|                     |            | 《第十七屆醫療奉獻獎頒獎典禮》           |                |
|                     |            | 世界安寧日台灣活動                       |                |
|                     |            | 汶川大地震「兩岸攜手、重建家園」募款晚會 |                |
| 時間待查—至今       | TVBS-NEWS  | 《整點新聞》                             |                |
| 2007.02.26～2008.12 | TVBS       | 《13招待所》                             |                |
| 2010.10.11~ 待查    | 年代新聞台 | 《年代夜報》                             |                |
| 2016.6.12           |            | 發起612凱道閱兵活動                      |                |

## 演出作品

### 電影
| 年份 | 片名     | 角色 | 備註 |
| 2019 | 祭旗     |      |      |
| 2021 | 金不厭詐 |      |      |

### 電視劇
| 年份   | 播出頻道   |          | 劇名 | 角色         | 備註 |
| 2020年 | 大愛電視台 | 大林學校 | 醫師 | 特別客串演員 |      |
| 2023年 | 大愛電視台 | 搜尋者   | 醫師 | 特別客串演員 |      |

### 音樂錄影帶
| 年份 | 歌名                    | 歌手   |
| ---- | ----------------------- | ------ |
| 2021 | 八仙過海Won’t be afraid | 林亭翰 |

## 資料來源
1. ↑   (PDF).   [2015-09-09]. （原始内容存档 (PDF)于2015-09-22）.

## 外部連結
- 何啟聖的Facebook專頁